# Scylacops
Scylacops ist eine Gattung der fleischfressenden Theriodontia, einer Gruppe der sog. „säugetierähnlichen Reptilien“ (Therapsida). Die Arten der Gattung lebten während des Oberperms in Südafrika, also vor etwa 260 bis 251 Millionen Jahre vor heute. Die Typusart wurde nach einem fast vollständig erhaltenen Schädel beschrieben, der 1913 in der Nähe der südafrikanischen Stadt Beaufort West in der Karoo gefunden wurde.

## Beschreibung
Scylacops besaß Schneidezähne mit einer Länge von 23 Millimeter und säbelförmige Eckzähne. Der Schädel war 19 Zentimeter lang und fast 13 Zentimeter breit. Der Kopf war sehr flach und ähnelte dem von Gorgonops. Die Ohren saßen weit hinten am Kopf. Der Schwanz war im Verhältnis zum Körper kurz. Die Beine von Scylacops standen senkrecht unter dem Körper. Dies ermöglichte ihm ein schnelles Laufen und dadurch war er anderen Reptilien seiner Zeit wie den Dicynodontiern überlegen. Scylacops konnte eine Länge von zwei Metern erreichen. Es ist nicht klar erwiesen, ob er bereits ein Fell besaß wie die späteren Säugetiere oder eine glatte Haut bzw. noch Schuppen hatte.

## Systematik
Der erste Schädel von Scylacops wurde 1913 von Sidney Henry Haughton gefunden und von dem in Südafrika praktizierenden Arzt und Paläontologen Robert Broom beschrieben. Broom fiel sofort die Ähnlichkeit zu Gorgonops und den von Harry Govier Seeley beschriebenen Gorgonopsia auf. Nachdem er zuvor mit Cyniscops, Cyniscopoides und Sycocephalus eine eigene Familie, die Scylacopidae gebildet hatte, wurde Scylacops 1988 von Robert Lynn Carroll zu den Gorgonopsidae gestellt. Diese bilden eine Untergruppe der Gorgonopsia, der auch Inostrancevia und Gorgonops angehören. Sie alle gehören zu den säugetierähnlichen Reptilien (Therapsida), die auf dem Land zu ihrer Zeit die dominanten Lebewesen waren.
Es sind bisher zwei Arten von Scylacops bekannt:
- Scylacops capensis Broom, 1913
- Scylacops bigendens (Brink & Kitching, 1953), zuerst beschrieben als Sycocephalus bigendens Brink & Kitching, 1953

Scylacops war, aufgrund der ähnlichen Anatomie, relativ eng mit Sauroctonus verwandt und wird mit diesem in die Unterfamilie Gorgonopsinae gestellt.